# BMO Harris Bradley Center
BMO Harris Bradley Center of Bradley Center is een indoor-sportstadion gelegen in de Amerikaanse stad Milwaukee. Het stadion is vernoemd naar een bekende plaatselijke familie en werd in 2012 ook vernoemd naar een sponsor. Het stadion wordt ook wel The B.C. genoemd.
Het stadion is de thuisbasis van de Milwaukee Bucks, de Milwaukee Admirals, de Milwaukee Mustangs en het mannelijke basketbalteam van Marquette University.